# 1610
1610. је била проста година.

## Догађаји

### Јануар
- 7. јануар — италијански астроном и математичар Галилео Галилеј открио је Јупитерове месеце Ио, Европу, Ганимед и Калисто, данас познате као „галилејски месеци“.

## Смрти

### Мај
- 14. мај — Анри IV, француски краљ